# Cheilolejeunea ulugurica
Cheilolejeunea ulugurica là một loài Rêu trong họ Lejeuneaceae. Loài này được Malombe, Eb. Fisch. & Pócs mô tả khoa học đầu tiên năm 2010.